# Жигули (серия автомобилей)

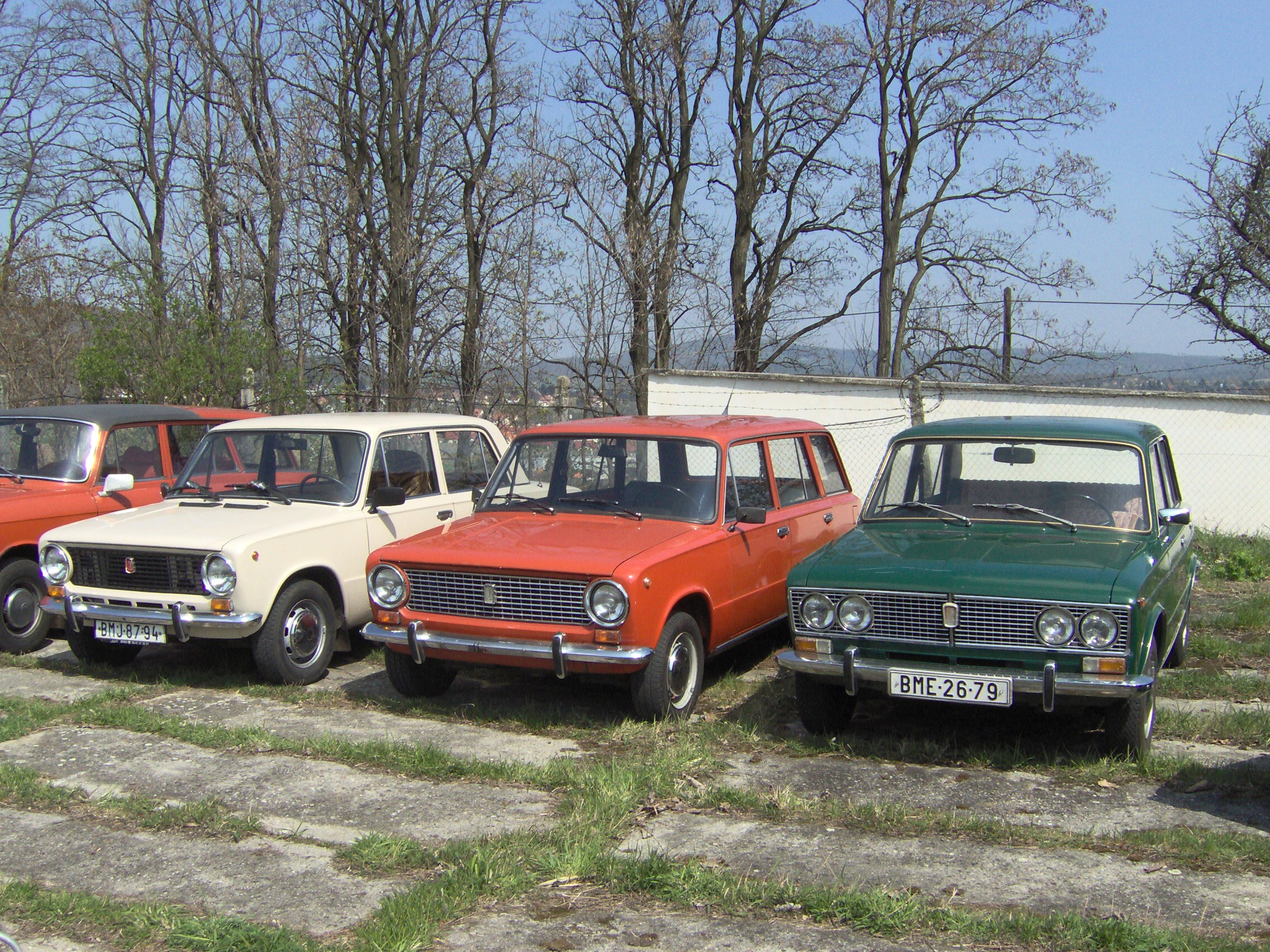
Первые модели «Жигулей» (слева направо): ВАЗ-2101 (в серии с апреля 1970), ВАЗ-2102 (с осени 1971) и ВАЗ-2103 (с сентября 1972).

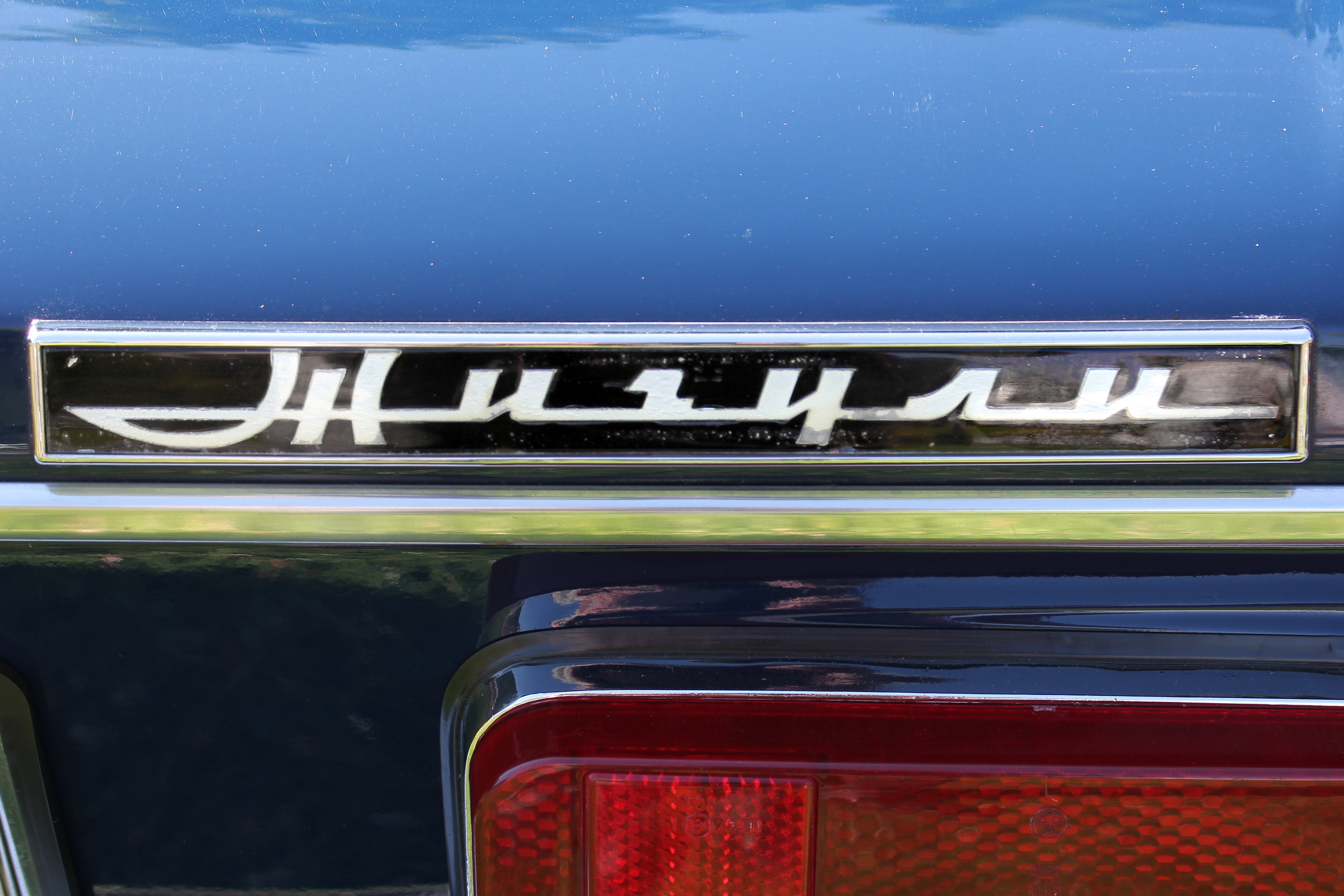
Шильдик «Жигули»

«Жигули́» (позднее — LADA Classic, неофициально — «ВАЗовская классика» или просто «классика») — семейство советских и российских легковых автомобилей малого класса Волжского автомобильного завода («АвтоВАЗ»), созданных на базе итальянского автомобиля Fiat 124. Различные модели, которых всего было семь (не считая грузовых и иных модификаций), выпускались с 1970 по 2012 год в России, а также в Египте до 2014 года, став самым массовым семейством автомобилей в истории СССР и России, выпущенным в количестве 17,6 млн машин (включая автомобили, собранные за рубежом).
Серийное производство первой модели семейства — седана ВАЗ-2101 (известной как «единичка» или «копейка») — стартовало в апреле 1970 года. За ней год спустя последовал универсал ВАЗ-2102. С осени 1972 года началась сборка люксового седана на базе Fiat 124 «Special» — ВАЗ-2103. Уже три года спустя люксовая модель прошла модернизацию, став выпускаться параллельно под индексом ВАЗ-2106. В начале 1980-х годов семейство «Жигулей» прошло более глубокое обновление, серьёзно изменившее их экстерьер. В январе 1980 года на рынок вышел седан ВАЗ-2105, в 1982 году за ним последовала люксовая модель ВАЗ-2107, а с 1984 года был налажен выпуск универсала ВАЗ-2104. Модели, поставленные на конвейер в начале 1970-х годов, перестали выпускаться в течение 1984—1988 годов. С 2000-х годов производство «классики» постепенно переместилось на Ижевский автомобильный завод. Выпуск ВАЗ-2106 был прекращён в 2006 году, ВАЗ-2105 — в 2010 году, а ВАЗ-2104 и ВАЗ-2107 — в 2012 году. В Египте ВАЗ-2107 продолжала собираться вплоть до 2014 года.

## История
16 августа 1966 года в Москве было подписано генеральное соглашение между итальянской компанией Fiat и советским Внешторгом о научно-техническом сотрудничестве в области разработки легковых автомобилей. В его рамках был утверждён проект строительства автозавода на территории СССР. Этим соглашением определялись и сами модели: два автомобиля в комплектации «норма» с кузовами седан (ВАЗ-2101) и универсал (ВАЗ-2102), и автомобиль «люкс» (ВАЗ-2103). В качестве прототипа для «нормы» сразу был определён Fiat 124, получивший в 1967 году титул «Автомобиль года».
Летом 1966 года проходило знакомство советских специалистов с итальянским автомобилем. В ходе испытаний на советских дорогах у автомобилей выявились серьёзные проблемы с долговечностью кузова и задних дисковых тормозов. Маленький дорожный просвет и отсутствие буксирных проушин делали проблематичной эксплуатацию автомобилей на просёлке. Недовольство советских инженеров вызывал также нижневальный двигатель — абсолютно бесперспективный с точки зрения дальнейшего развития конструкции. Все замечания советских специалистов были учтены итальянскими конструкторами.
Не менее серьёзным изменениям подверглась ходовая часть и трансмиссия. В итоге ВАЗ-2101 стал отличаться от Fiat 124 тормозами (сзади появились барабанные механизмы, спокойно переносящие плохие дороги), подвеской (передняя подверглась усилению, задняя — полной замене на более современную с пятью реактивными штангами вместо реактивной трубы), карданной передачей (внедрён открытый вал с промежуточной опорой), усиленным сцеплением и доработанной конструкцией синхронизаторов в КПП.
Первые шесть автомобилей ВАЗ-2101 были собраны 19 апреля 1970 года, два из них были окрашены в синий цвет и четыре — в красный, по цветам флага РСФСР. Ритмичная работа главного конвейера началась в августе. Вскоре начался выпуск универсала ВАЗ-2102. С 1972 по 1984 производилась «люксовая» модель ВАЗ-2103. В 1976 году началось производство усовершенствованной модели ВАЗ-2106. Восьмидесятые годы ознаменовались запуском производства моделей с прямоугольным дизайном передней части — ВАЗ-2105, ВАЗ-2104 и ВАЗ-2107.
ВАЗ-2105 выпускался до 30 декабря 2010 года. 17 апреля 2012 завод ИжАвто прекратил выпуск ВАЗ-2107. Последнюю модель жигулей ВАЗ-2104 сняли с производства 17 сентября 2012 года.
Выпуск модели ВАЗ-21074 в Египте из автомобильных комплектов, поставляемых АвтоВАЗом, полностью завершён в 2014 году.

## Название
Само слово «Жигули» происходит от названия гор в составе Приволжской возвышенности. Поскольку в ряде европейских стран слово «жигули» потребители ассоциировали с сомнительным понятием жиголо, то на внешнем рынке торговая марка «Жигули» была вскоре заменена на «LADA». Модели именовались по объёму двигателя, например, Lada 1300.
Модернизированные модели подсемейства ВАЗ-2104, ВАЗ-2105, ВАЗ-2107 на внутреннем рынке также продавались под маркой «Жигули», а на внешнем рынке — только под маркой «LADA» (при этом экспортные модели, помимо обозначения по объёму двигателя, продавались на некоторых рынках под названиями Lada Laika, Lada Saloon, Lada Nova, Lada Riva, Lada Estate и даже Lada Kalinka).
В 1990-х АвтоВАЗ отказался от использования слова «Жигули», используя на внутреннем рынке индексные обозначения (тогда выпускались ВАЗ-2104, ВАЗ-2105, ВАЗ-2106 и ВАЗ-2107), однако это слово прочно закрепилось в общественном сознании. В постсоветской автомобильной прессе их стали называть «классическими моделями» или просто «классикой». В частности, нереализованный проект модернизации «Жигулей», для которого в 2009 году был выпущен прототип ВАЗ-2107М, получил кодовое название Lada Classic-2.

## Модели
Всего было выпущено семь моделей «Жигулей» с индексами от 2101 до 2107. Индекс каждой модели мог содержать пятую цифру, указывающую на модификацию автомобиля: так, например, ВАЗ-21059 — версия «пятой модели» с роторно-поршневым двигателем. Подробная информация об особенностях каждой модели дана в соответствующих статьях.

### Серийные и массовые модели
- ВАЗ-2101 (1970—1989) — самая первая модель, получившая народное название «копейка».
- ВАЗ-2102 (1971—1986) — версия модели 2101 с кузовом универсал.
- ВАЗ-2103 (1972—1984) — модель с улучшенной комплектацией, отличавшаяся сдвоенными фарами и обилием хрома в отделке, на момент дебюта стала флагманом модельного ряда.
- ВАЗ-2106 (1976—2006) — усовершенствованная версия модели 2103, с меньшим числом хромированных деталей в отделке, на момент дебюта стала флагманом модельного ряда.
- ВАЗ-2105 (1980—2010) — первая модель с прямоугольными фарами, экстерьером и интерьером нового дизайна, известна на экспортных рынках как Riva, Nova, Laika и Clasico.
- ВАЗ-2107 (1982—2012) — люксовая версия «пятёрки», известная на экспортных рынках как Riva, Nova и Signet, на момент дебюта стала флагманом модельного ряда.
- ВАЗ-2104 (1984—2012) — универсал на базе 2105, самая поздняя модель в гамме, известна на экспортных рынках как Kalinka и Signet.

## Производство и продажи
В 2003 году было выпущено около 265 тысяч классических «Жигулей». В 2006 году снята с производства (сборка из крупноузловых комплектов на ИжАвто) «шестёрка» ВАЗ-2106, продержавшаяся на конвейере 30 лет. На 2007 год продолжался выпуск моделей LADA 21053 и LADA 21070/21074 на ВАЗе, SKD сборка модели ВАЗ-21043 на (ИжАвто); модели ВАЗ-21070 с 2002 на Украине (ЛуАЗ, ЗАЗ и КрАсЗ) и с 2006 года в Египте. За 2007 год произведено около 234 тыс. автомобилей этого семейства (18 % выпуска легковых автомобилей в России), таким образом «Жигули» оставались самыми массовыми и в производстве (несмотря на некоторое падение) и особенно в потреблении в России. В последний раз автомобили «Жигули» возглавили топ продаж на российском рынке легковых автомобилей в 2010 году, с результатом 136 006 проданных машин (учитывались совместные продажи моделей Lada 2105/2107).

## Прототипы и концепты
- ВАЗ-2107М, так называемая Lada Classic-2. Проект модернизации «Жигулей» начала XXI века. Предполагалось, что дешёвую старую модель можно будет удержать на конвейере путём внешних и небольших конструктивных доработок. Был изготовлен прототип. От проекта отказались в связи с очевидным устареванием конструкции родом из семидесятых годов. Вместо того было принято решение начать с нуля разработку новой низкобюджетной модели.

## В культуре
«Жигули» стали визитной карточкой советского и российского автопрома. Эти автомобили присутствуют во множестве фильмов, песен, литературных произведений.
Многие не знали о совместном проекте с FIAT. Поэтому «Жигули» были известны как советский автомобиль.

## Галерея

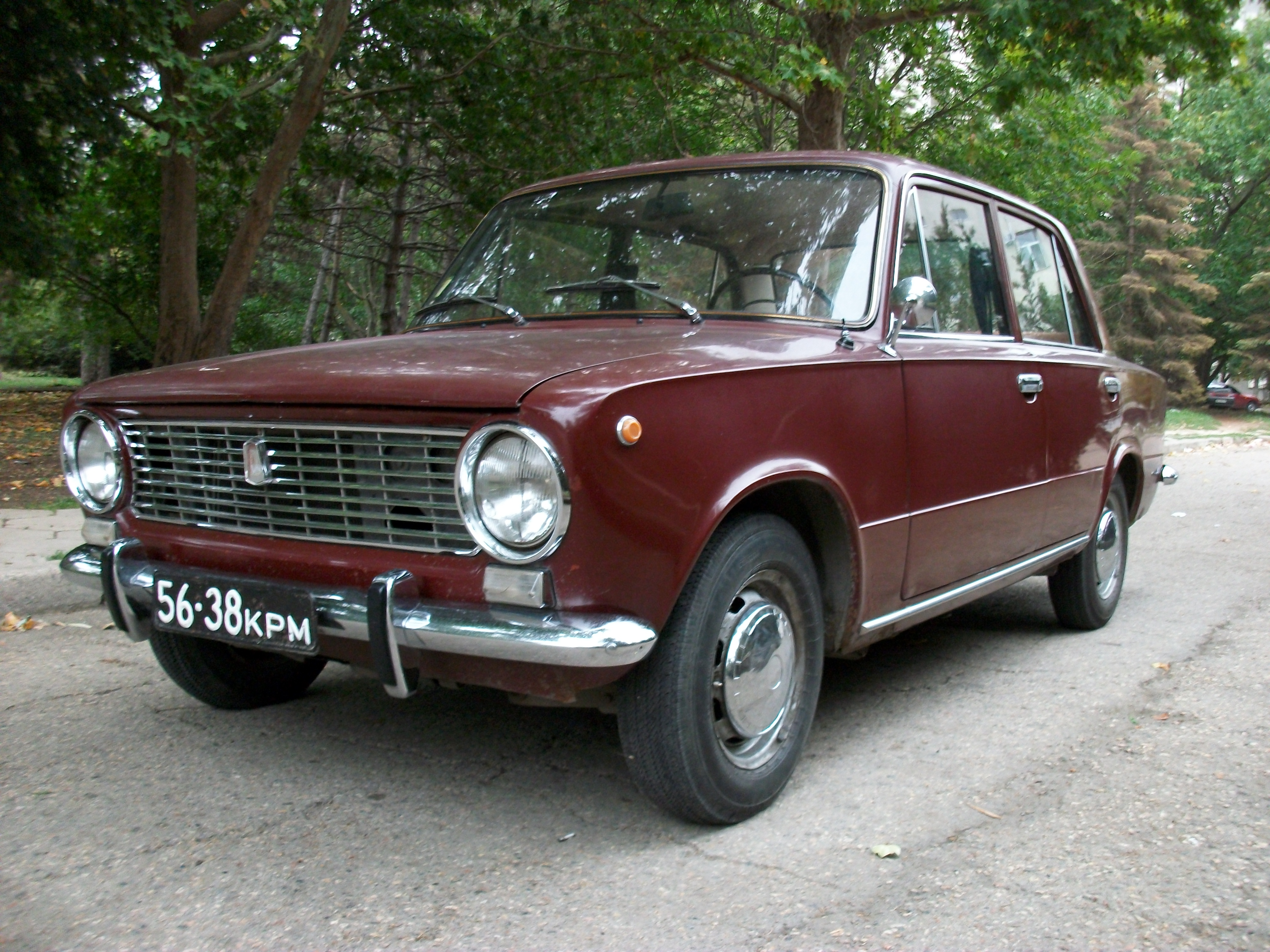
«Жигули» ВАЗ-2101 (1970—1984)
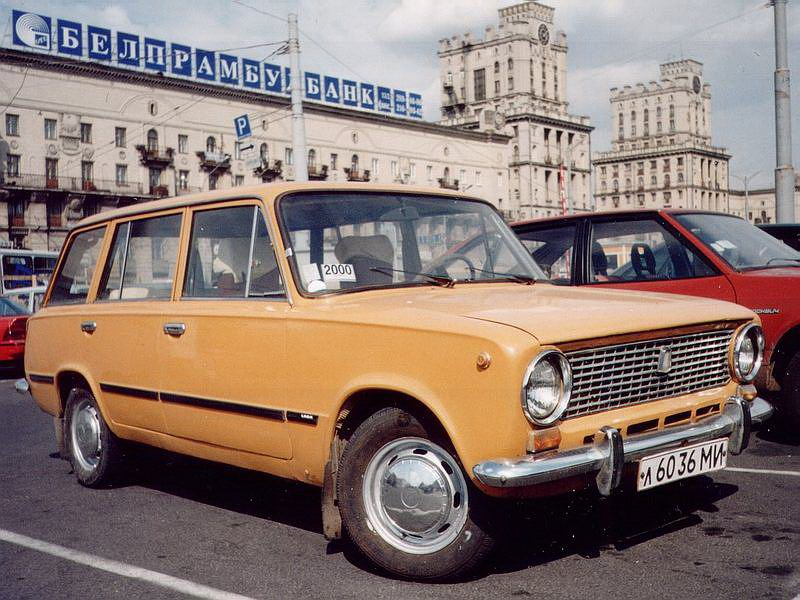
«Жигули» ВАЗ-2102 (1971—1986)
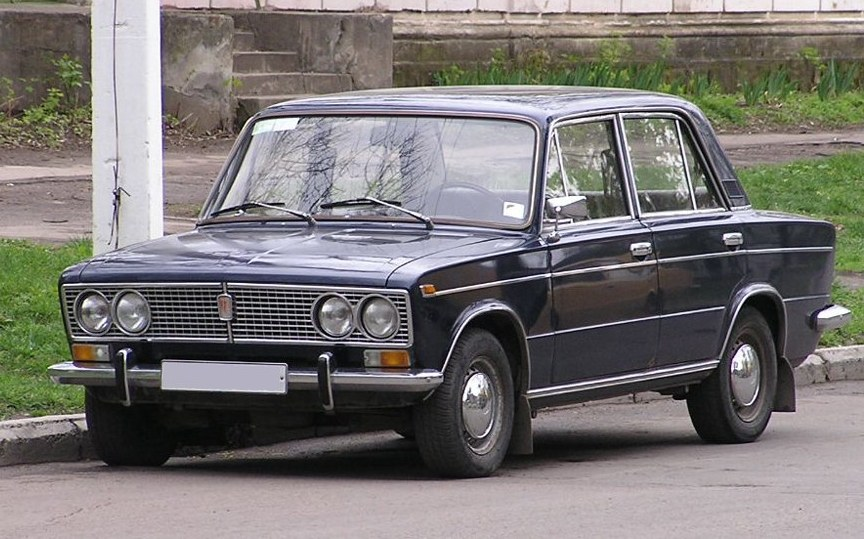
«Жигули» ВАЗ-2103 (1972—1984)
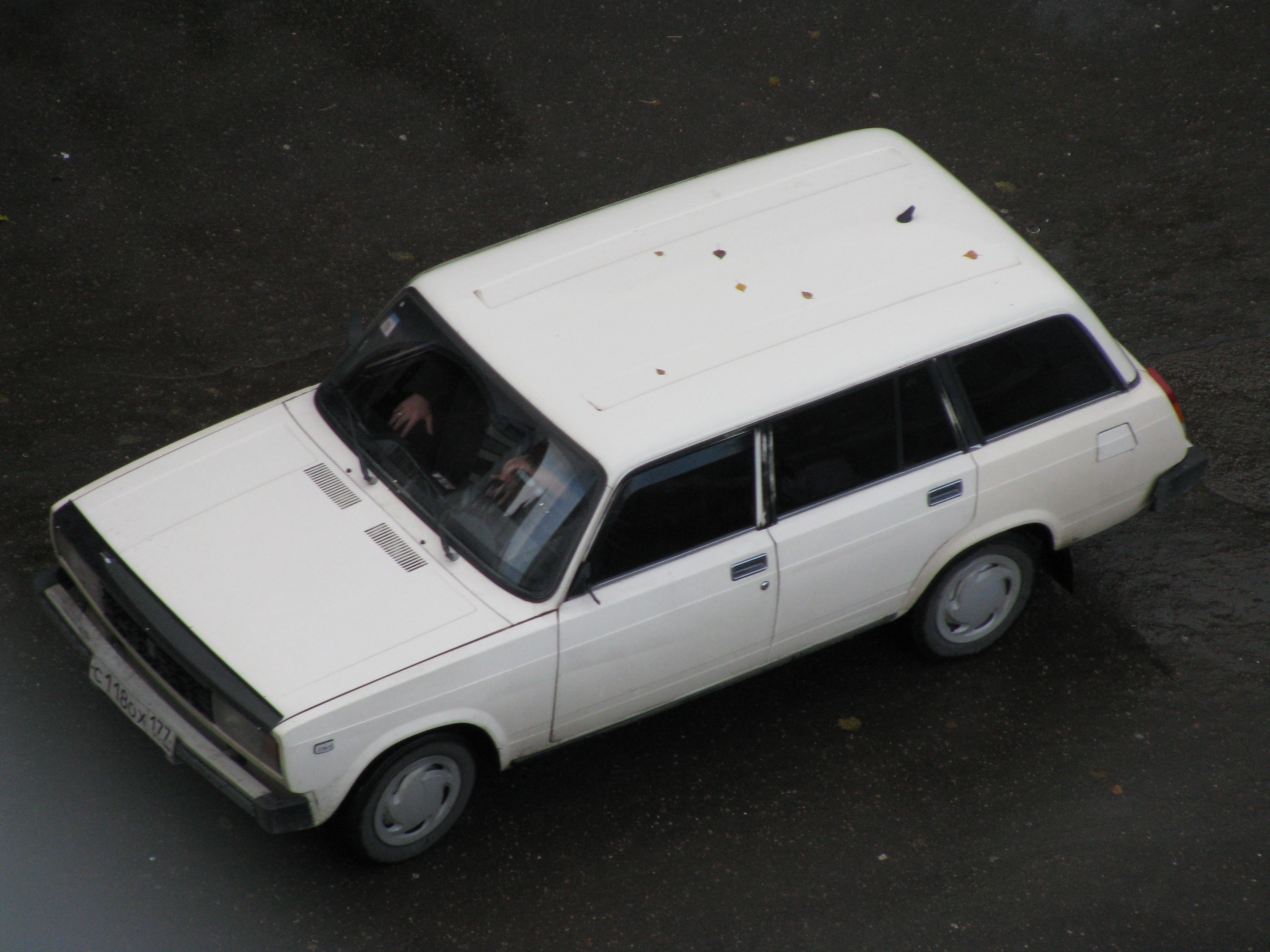
«Жигули» ВАЗ-2104 (1984—2012)
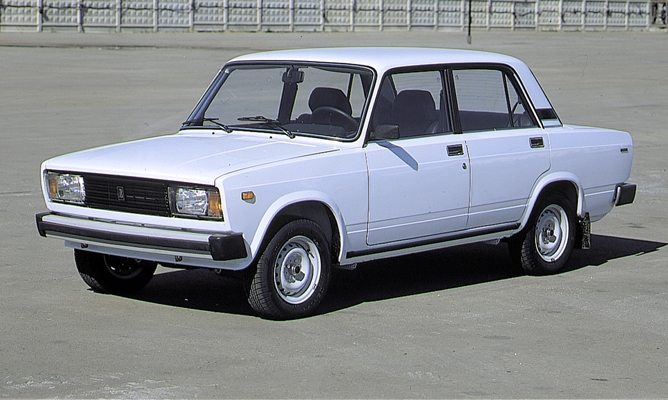
«Жигули» ВАЗ-2105 (1980—2010)
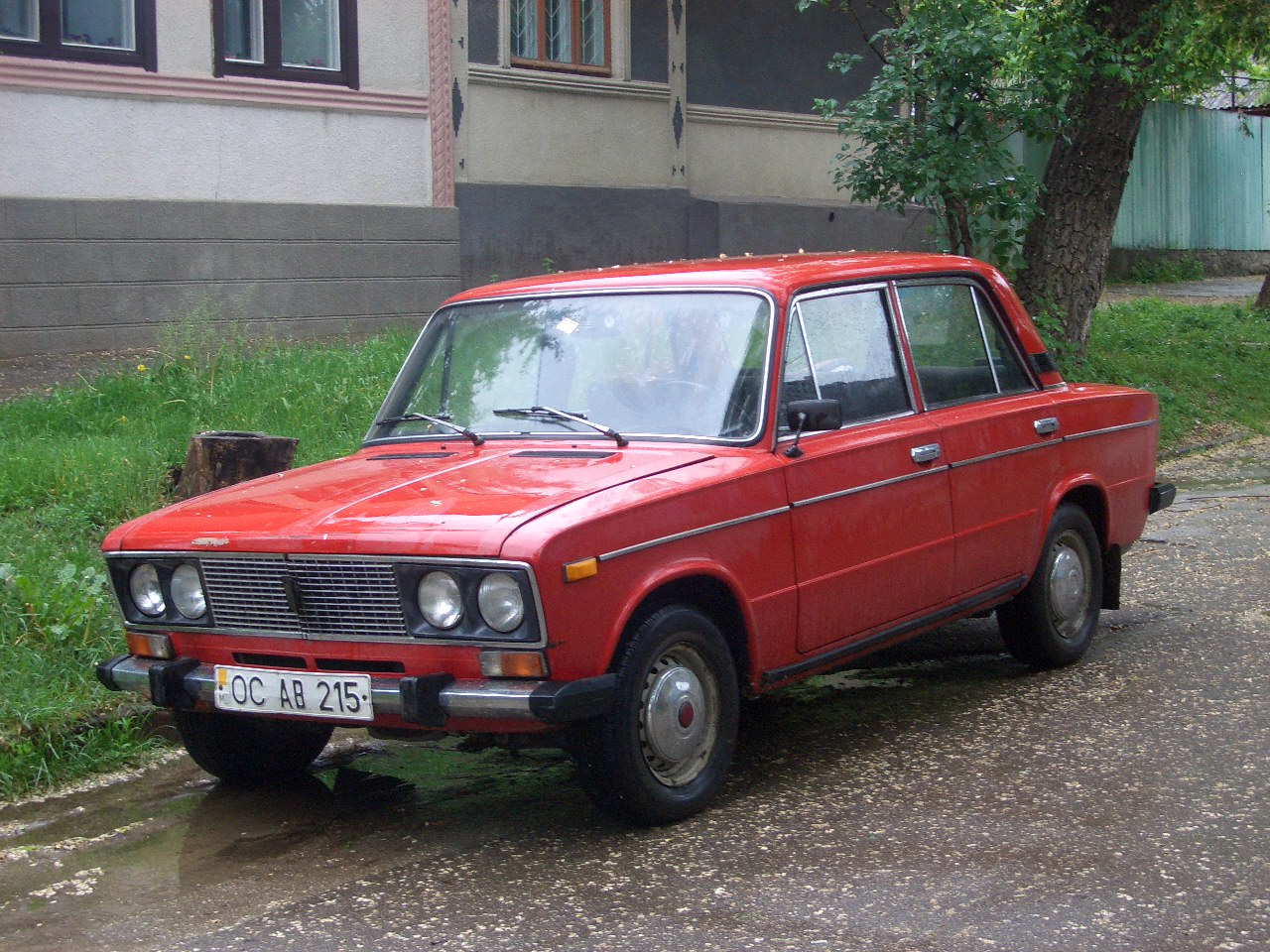
«Жигули» ВАЗ-2106 (1976—2006)
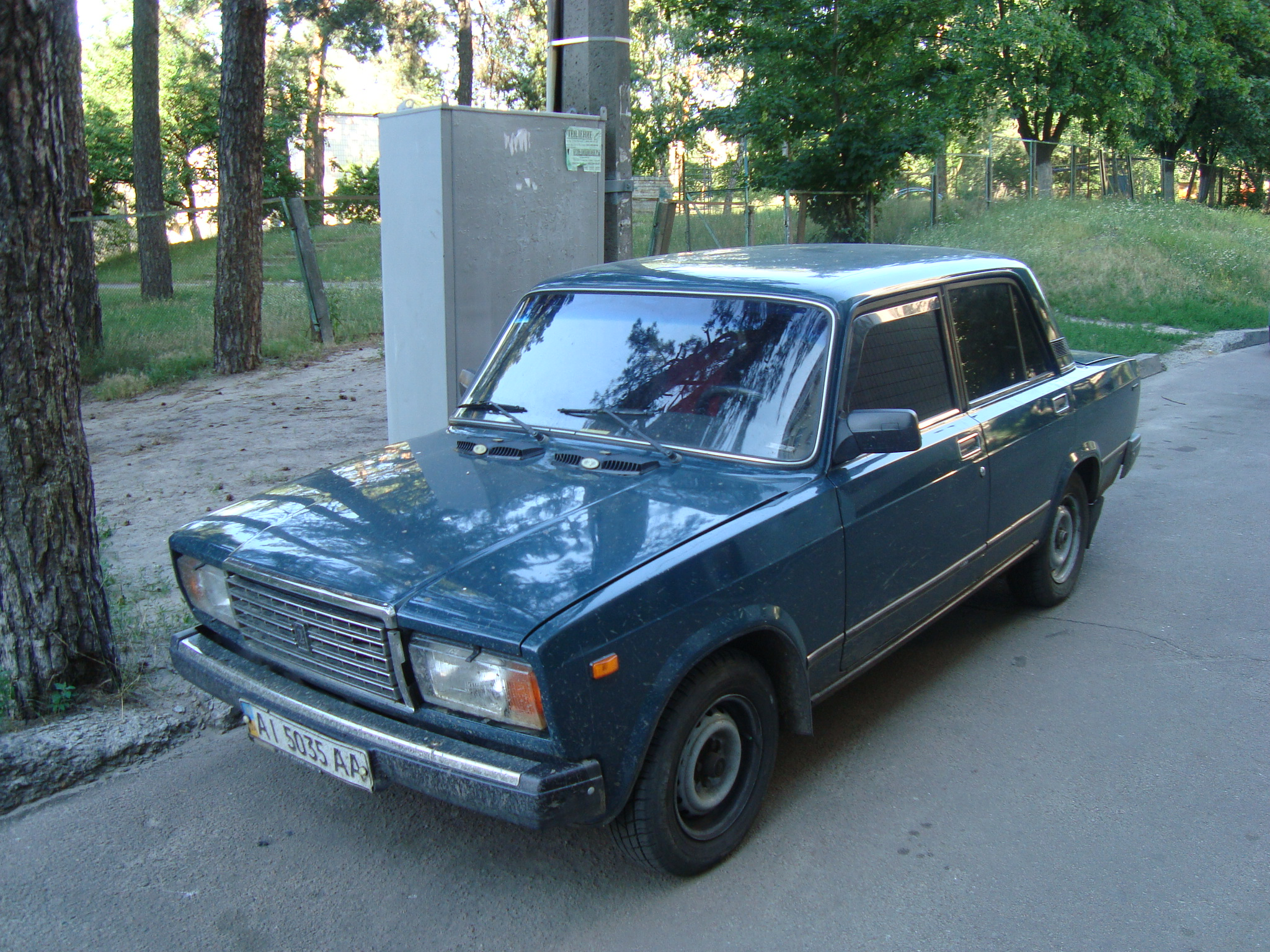
«Жигули» ВАЗ-2107 (1982—2012) (Россия) (2006—2014) (Египет)